# Hyperioides longipes
Hyperioides longipes är en kräftdjursart som beskrevs av Édouard Chevreux 1900. Hyperioides longipes ingår i släktet Hyperioides och familjen Lestrigonidae. Inga underarter finns listade i Catalogue of Life.